# Willi Ritschard

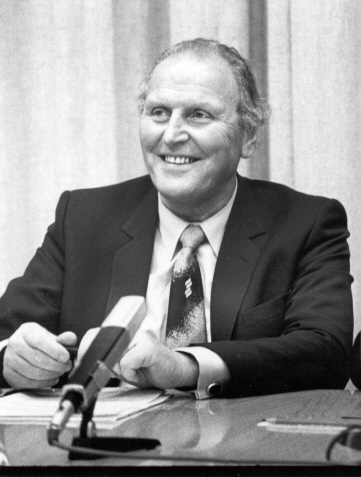
Willi Ritschard (1983)

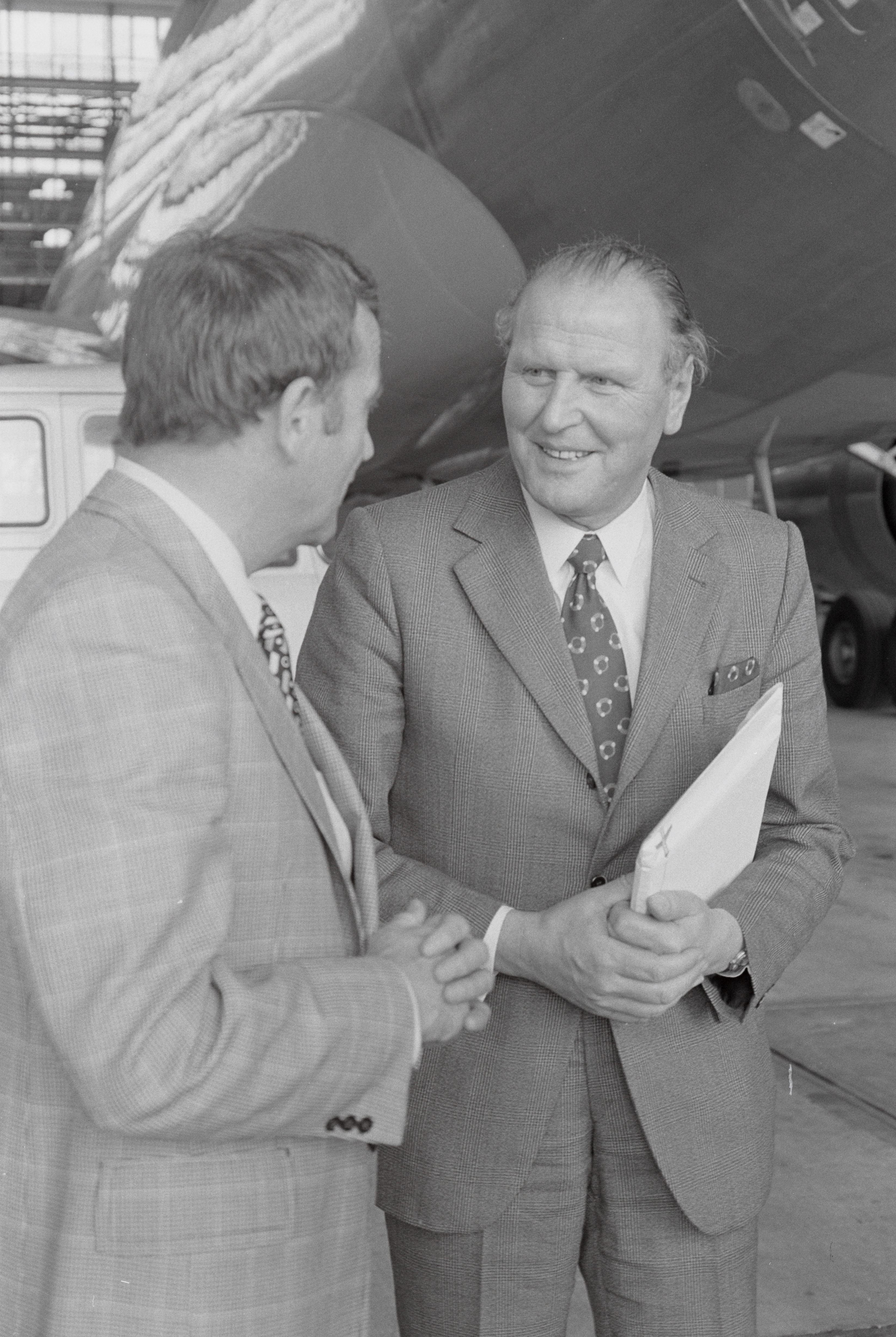
Bundesrat Willi Ritschard besucht 1974 das technische Departement der Swissair

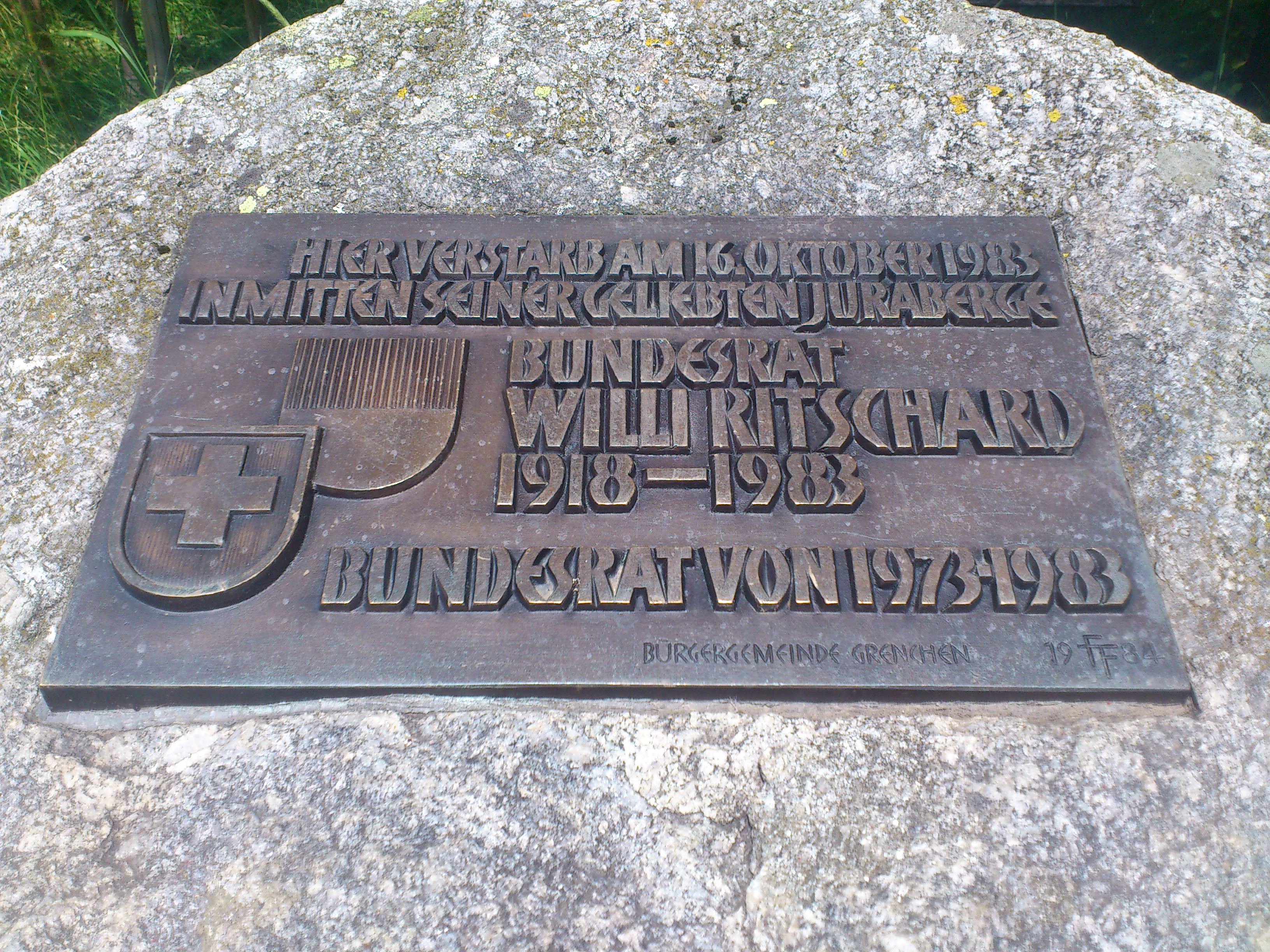
Gedenktafel auf dem Grenchenberg

Willi Ritschard (* 28. September 1918 in Deitingen; † 16. Oktober 1983 auf dem Grenchenberg; heimatberechtigt in Oberhofen am Thunersee und Luterbach) war ein Schweizer Politiker (SP) aus dem Kanton Solothurn. Als Bundesrat war er zuerst Verkehrs-, dann Finanzminister und bekleidete einmal das Amt des Bundespräsidenten. Er starb 13 Tage nach seiner Rücktrittserklärung im Amt.

## Politische Karriere
Willi Ritschard wurde 1943 in den Gemeinderat seiner Wohngemeinde Luterbach gewählt, ab 1947 war er auch Gemeindepräsident. 1945 erfolgte die Wahl in den Kantonsrat des Kantons Solothurn, 1955 wurde er in den Nationalrat gewählt. 1963 wurde er Regierungsrat.
Ritschard wurde am 5. Dezember 1973 als Vertreter der SP in den Bundesrat gewählt. Von Beruf Heizungsmonteur, war er der erste und bislang (Stand: Januar 2025) einzige Arbeiter im Bundesrat. Während seiner Amtszeit stand er den folgenden Departementen vor:
- 1974–1979: Eidgenössisches Verkehrs- und Energiewirtschaftsdepartement (EVED)
- 1980–1983: Eidgenössisches Finanzdepartement (EFD)

Er war Bundespräsident im Jahre 1978 und Vizepräsident in den Jahren 1977 und 1983. Wenige Tage nachdem er am 3. Oktober 1983 seinen Rücktritt per 31. Dezember erklärt hatte, starb Willi Ritschard am 16. Oktober völlig überraschend auf einer Wanderung über den Grenchenberg an Herzversagen.

## Wahlergebnisse in der Bundesversammlung
- 1973: Wahl in den Bundesrat mit 123 Stimmen (absolutes Mehr: 121 Stimmen)
- 1975: Wiederwahl als Bundesrat mit 213 Stimmen (absolutes Mehr: 115 Stimmen)
- 1976: Wahl zum Vizepräsidenten des Bundesrates mit 207 Stimmen (absolutes Mehr: 107 Stimmen)
- 1977: Wahl zum Bundespräsidenten mit 213 Stimmen (absolutes Mehr: 111 Stimmen)
- 1979: Wiederwahl als Bundesrat mit 212 Stimmen (absolutes Mehr: 110 Stimmen)
- 1982: Wahl zum Vizepräsidenten des Bundesrates mit 156 Stimmen (absolutes Mehr: 102 Stimmen)

## Ehrungen
In der Bevölkerung genoss Ritschard wegen seiner volksnahen, verständlichen und humorvollen Sprache grosse Popularität. Viele seiner Aussprüche sind in der Schweiz zu geflügelten Worten geworden, wie zum Beispiel «Je höher der Affe klettert, desto besser sieht man seinen Hintern.» Bereits zu Ritschards Lebzeiten erschienen Sammlungen seiner Zitate. Die Schweizerischen Bundesbahnen benannten einen ihrer InterCity-Neigezüge, in denen ursprünglich oberhalb der Fenster Zitate der namensgebenden Persönlichkeiten angebracht waren, nach Willi Ritschard, und in seinem Wohnort Luterbach gibt es eine Willi-Ritschard-Strasse.

## Familie und Freundeskreis
Willi Ritschard war Sohn von Ernst Emil und Frieda Ritschard (geb. Ryf). Sein Sohn Rolf Ritschard, ebenfalls Politiker (Regierungsrat im Kanton Solothurn), verstarb 2007 unter ähnlichen Umständen wie Willi Ritschard auf einem Spaziergang. Ritschard stand in engem Austausch mit dem Schriftsteller Peter Bichsel.
1982 veröffentlichte die Zürcher Band Hertz das kurze Musikstück Willy Ritschard mit der Biographie von Willi Ritschard als lyrischem Inhalt. Dabei wird der Vorname Ritschards im Titel fälschlicherweise mit y statt des korrekten i wiedergegeben. Zudem wurden die im Lied verwendeten Namen Ernst und Anna für die Eltern von Willi Ritschard vom Songwriter Dominique Grandjean (Taxi) frei erfunden.

## Werke
- Das Wort hat Herr Bundesrat Ritschard.... Benteli, Bern 1975, ISBN 3-7165-0050-X.
- Das Wort hat wiederum Herr Bundesrat Ritschard. Benteli, Bern 1982, ISBN 3-7165-0408-4.